# المرأة في فانواتو

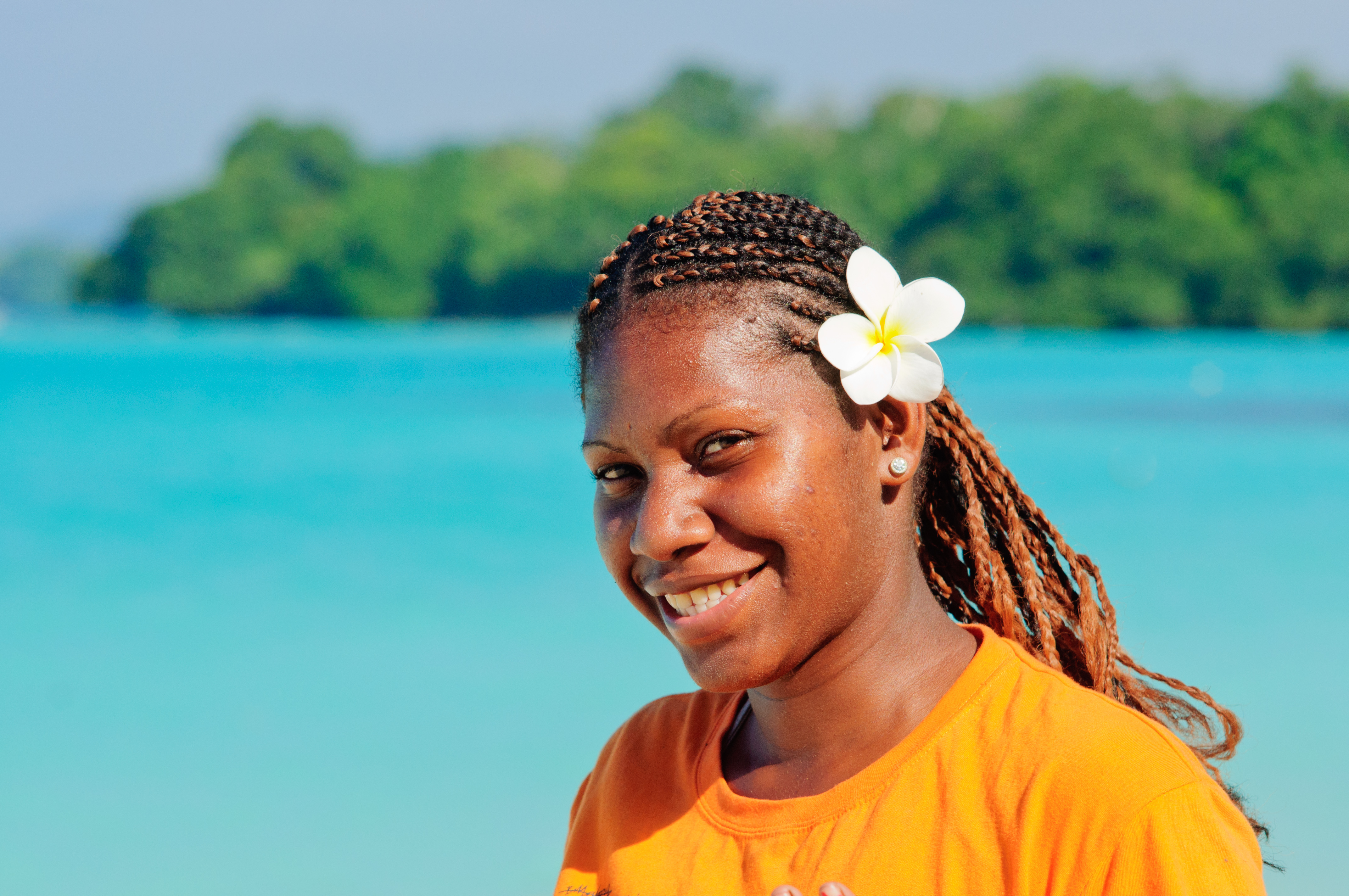
صورة لامرأة شابة من فانواتو، سبتمبر 2012.

النساء في فانواتو هن النساء اللاتي يعشن في  فانواتو أو هن من فانواتو.
وفيما يتعلق بالقوى العاملة، استنادا إلى بيانات عام 2006، تشكل العاملات في فانواتو 49.6٪ من القوى العاملة.
وفقا للأمم المتحدة للمرأة، المرأة في فانواتو تلعب دورا هاما في مجالات «الخدمة المدنية والقطاع العام».

تحت ديمقراطية طويلة من 30 عاما، فأن نساء فانواتو ممثلات تمثيلا ناقصا في الساحة السياسية في فانواتو.
في وقت ما، كانت هناك امرأتين عضوات كحد أقصى من أصل ما مجموعه اثنين وخمسين عضواً
برلمان فانواتو.
كانت هناك 3.8٪ من النساء في فانواتو الذي عقدنَّ مقعدا في البرلمان. كما أنهن ممثلات تمثيلا ناقصا على المستويات المحلية (المحافظات والبلديات) في السياسة.
على الرغم من كونها ممثلة تمثيلا ناقصا في السياسة وطرق كسب العيش «يهيمن عليها الذكور والمجتمع الذكوري إلى حد كبير»، أفاد البنك الدولي في أبريل 2009 أن النساء في فانواتو يدخلن بشكل متزايد في «تنمية القطاع الخاص واقتصاد السوق».

## وصلات خارجية
- UN Women Today in Vanuatu, Vanuatu Daily Post